# Machine Head (álbum)
Machine Head es el sexto álbum de estudio de la banda británica de hard rock Deep Purple, grabado en diciembre de 1971 en Montreux, Suiza, y publicado el 25 de marzo de 1972 a través de Purple Records.
Debido a que con anterioridad el grupo había grabado sus trabajos en el tiempo libre entre sus conciertos, en esta ocasión quiso disponer de más tiempo para grabar fuera del entorno típico de estudio, con la esperanza de obtener un sonido más cercano al de sus actuaciones en directo. Por ese motivo alquiló el estudio móvil de The Rolling Stones y reservó el casino de Montreux, sin embargo, durante un espectáculo de Frank Zappa el edificio ardió hasta los cimientos. El conjunto tuvo que recurrir al Grand Hôtel, cerrado durante el invierno, y lo convirtió en un local apto para grabaciones. Estos hechos, en especial el incendio del casino, sirvieron de inspiración para la canción «Smoke on the Water».
Machine Head es uno de los álbumes más comercialmente exitosos de la banda y llegó a la primera posición en países como Reino Unido, Francia o Alemania. Con el paso del tiempo sigue recibiendo reseñas favorables y varias publicaciones lo han situado como uno de los mejores de su género.

## Trasfondo
Hacia 1971, Deep Purple había pasado dos años seguidos de gira y había grabado sus álbumes de estudio Deep Purple in Rock (1970) y Fireball (1971) en el tiempo libre entre conciertos. Por aquellos momentos la banda tenía la sensación de que estos trabajos no sonaban tan bien como sus actuaciones y había tomado la decisión de grabar el siguiente en un escenario, aunque por recomendación de su discográfica la mejor opción era trabajar en él fuera del Reino Unido, ya que no tendría que pagar tantos impuestos. Entre septiembre y octubre de 1971, el grupo realizó una gira por su país de origen donde aprovechó para presentar algunas canciones que aparecerían en Machine Head y posteriormente comenzó otra por los Estados Unidos que sería cancelada tras dos conciertos después de que el vocalista Ian Gillan contrajera hepatitis.
El conjunto planeó inicialmente grabar en el casino de Montreux, Suiza, en diciembre y de hecho ya había reservado habitaciones de hotel y el estudio móvil de The Rolling Stones. El casino era también un local de conciertos donde habían actuado Led Zeppelin, Pink Floyd, Black Sabbath e incluso Deep Purple, cuyos integrantes hicieron amistad con Claude Nobs, fundador y mánager del festival de Jazz de Montreux. El recinto cerraba cada invierno por reformas, lo que permitía su utilización para realizar grabaciones y tras la llegada del quinteto el 3 de diciembre y de la realización de una última actuación, estaría vacío. Su intención era grabar un concierto en uno de los escenarios, lo que habría permitido publicar un álbum doble, con una mitad en directo y otra de estudio.

## Grabación
Frank Zappa y the Mothers of Invention realizaron el último concierto del casino de Montreux, durante el cual, uno de los espectadores disparó una bengala contra el techo del edificio. Aunque la audiencia inicialmente no reparó en el incidente porque la bóveda estaba cubierta por un falso techo de bambú, una hora más tarde, la gente comenzó a ver chispas. Los músicos dejaron de tocar y de acuerdo con el bajista Roger Glover, Zappa comentó «que no cunda el pánico, pero... ¡FUEGO!» y poco después la dirección ordenó una evacuación controlada. Aunque no hubo víctimas mortales, un grupo quedó atrapado en el sótano antes de ser rescatado por Claude Nobs y tras su salida, el local fue pasto de las llamas.
Tras el incendio, Nobs trasladó a Deep Purple al Pavillion, un teatro cercano, donde la banda grabó las pistas básicas de una canción llamada provisionalmente «Title No. 1». Glover recordó despertarse una mañana gritando la frase «smoke on the water» —en español: Humo en el agua— y a partir de ella, Gillan escribió la letra que describía la experiencia en el casino. El Pavilion no fue un lugar apropiado para la grabación, ya que los vecinos llamaron a la policía por el ruido y, aunque los pipas trataron de evitar su acceso al bloquear las puertas, el conjunto fue finalmente desalojado. Tras buscar una nueva localización, los músicos optaron por el Grand Hôtel, a las afueras de Montreux y que estaba vacío en aquellos momentos. Con el estudio móvil de The Rolling Stones situado a la entrada y con todo el equipo en el vestíbulo principal, el grupo tuvo que recorrer las habitaciones y salir por el balcón para poder escuchar los resultados en la camioneta de grabación, hasta que finalmente sus integrantes desistieron y en su lugar tocaron sus instrumentos hasta quedar satisfechos. Los pipas también instalaron un circuito cerrado de televisión para permitir una comunicación con el ingeniero de sonido Martin Birch y el personal de la sala de control.

## Música

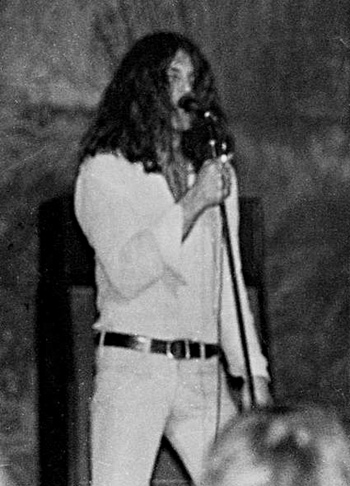
Gillan durante una actuación en Carolina del Sur, en enero de 1972.

El álbum comienza con «Highway Star», escrita el 13 de septiembre de 1971 cuando la banda viajaba en autobús para dar un concierto en Portsmouth. Los mánagers habían organizado el trayecto con un grupo de periodistas para que entrevistaran a los músicos y cuando uno preguntó a Blackmore cómo componía, este respondió «así» y tocó con su guitarra el riff inicial de la canción. Gillan mientras tanto improvisó algunas letras como «We're on the road, we're a rock'n'roll band» —en español: Estamos en la carretera, somos una banda de rock'n'roll— y sus compañeros realizaron algunos arreglos para poder interpretarla en directo esa misma noche. Por su parte, Blackmore basó su solo en uno que había aprendido de Johnny Burnette y que le gustaba por su parecido con el trabajo de Johann Sebastian Bach.
«Maybe I'm A Leo» tenía originalmente el título «One Just Before Midnight», aunque sería cambiado para hacer referencia al signo zodiacal de Gillan. Glover creó el riff principal tras escuchar el tema «How Do You Sleep?» de John Lennon y destacó que fue de su agrado que este no comenzara con el primer compás. Deep Purple solo la interpretó en directo en una ocasión, en 1972, aunque después de que Joe Satriani reemplazara a Blackmore en 1993 pasaría a formar parte de su repertorio habitual.
«Pictures of Home» describe las vistas e imágenes del área de Montreux e inicialmente incluía un solo de batería de Ian Paice como introducción que no aparecería en la edición original, aunque sería añadido en la reedición por su vigesimoquinto aniversario. El conjunto solo la interpretaría en vivo tras la llegada del mencionado Satriani. Por su parte, «Never Before», era según el quinteto, la pista más comercial y por ello salió a la venta como sencillo, sin embargo, solo la tocaría en directo en una ocasión, en los estudios de la BBC.
«Smoke on the Water», cuyo título hace referencia a una nube de humo sobre el lago Lemán, documenta la experiencia de la grabación de Machine Head, así como el incendio del casino y su evacuación, y las sesiones en el Grand Hôtel. Su pista básica fue el único material utilizable de la etapa en el Pavilion, antes de que la policía le pusiera fin. Blackmore creó su riff principal y apuntó que su éxito posterior era debido a su simpleza y sus cuatro notas, algo que comparó con la apertura de la Sinfonía n.º 5 de Beethoven. Aunque la canción es una de las más populares de la banda y de la música rock en general, esta no pensaba que fuera muy comercial y sería una de las últimas piezas del disco que tocaría en directo.
«Lazy» estaría inspirada según Glover en el tema «Sleepy» de Oscar Brown y según Blackmore en «Stepping Out» de Eric Clapton. El grupo la diseñó para ser un vehículo para varias partes instrumentales y de este modo incluye una introducción de órgano de Jon Lord, el sonido de la armónica de Gillan y un solo de Blackmore que el guitarrista grabó en dos días. Su debut en directo tuvo lugar durante la gira británica de 1971 y permaneció en el repertorio en sustitución de la pieza instrumental «Wring That Neck».
«Space Truckin'» había sido compuesta como una parodia de las letras de la música rock de la década de 1950, pero con una temática orientada hacia la ciencia ficción y de hecho Gillan recurrió a frases sin sentido como «music in our solar system» —en español: Música en nuestro sistema solar—. Deep Purple la estrenó en vivo en su primera actuación tras la grabación y permaneció como la pista de cierre de sus conciertos incluso tras las salidas del vocalista y Glover en 1973.
El conjunto también grabó una balada titulada «When a Blind Man Cries» durante las sesiones de Machine Head que no aparecería en el álbum, sino en posteriores reediciones y como cara B del sencillo «Never Before». De acuerdo con Gillan, «es la historia de una persona ciega que no se queja y que está acostumbrada a lidiar con lo que le ha dado la vida. Cuando un ciego llora, realmente tiene que ser por algo serio».

## Lanzamiento y portada

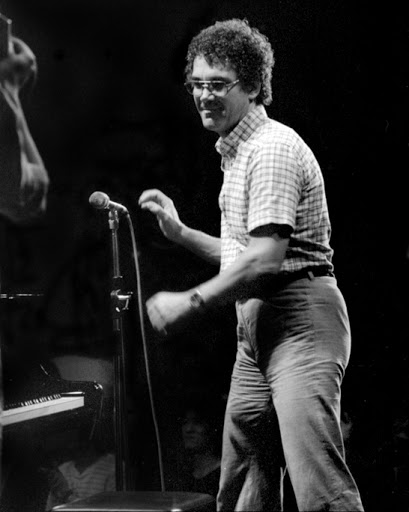
Deep Purple dedicó Machine Head a Claude Nobs, en la imagen.

Machine Head salió a la venta el 25 de marzo de 1972 y para promocionar su lanzamiento, Purple Records programó una gira por los Estados Unidos que tendría que cancelarse después de que Blackmore cayera enfermo. Por su parte, la gira por el Reino Unido daría comienzo en junio, en el Rainbow Theatre de Londres y dos meses más tarde le seguiría una por Japón, donde la banda grabó el álbum en directo Made in Japan (1972), que incluiría «Highway Star», «Smoke on the Water», «Lazy» y «Space Truckin'».
La portada la creó el fotógrafo Shepard Sherbell al poner el título del disco en una hoja de metal pulida que sostuvo para que actuara como un espejo frente al cual se encontraba el grupo. El artista luego tomó una imagen del reflejo, aunque en la versión final puede apreciarse parte de su cuerpo, concretamente debajo de la palabra Head. El libreto lo diseñaron principalmente Glover y el mánager Tony Edwards y presenta una selección de fotografías de los cinco músicos, así como de Claude Nobs, a quien el conjunto dedicó el álbum.

## Recepción

### Comercial
Tras su lanzamiento, Machine Head llegó a las primeras posiciones de las listas de varios países. En el Reino Unido fue su segundo número uno consecutivo, donde además obtuvo una certificación de oro, mientras que en Alemania fue su tercero. El álbum también encabezó las listas de Francia, Canadá, Australia y Dinamarca, y alcanzó el top 5 en naciones como Noruega, Austria, los Países Bajos, Italia y Suecia. Por su parte, en los Estados Unidos obtuvo dos certificaciones de platino y subió hasta el séptimo puesto, el cual sería el mejor en su carrera hasta el sexto alcanzado por Made in Japan.
«Never Before» fue el primer sencillo y su recepción comercial fue discreta, pues su mejor posición sería la cuarta alcanzada en Suiza. A este le seguiría «Smoke on the Water», que tuvo un mayor impacto y llegó al número dos en Canadá y al cuatro en los Estados Unidos, que sería su mejor dato en dicho país, donde además recibiría una certificación de oro.

### Crítica
El álbum recibió principalmente reseñas positivas por parte de la prensa musical. Lester Bangs de Rolling Stone elogió la letra de «Highway Star» y «Space Truckin'» y toda la música, aunque fue menos entusiasta con las letras restantes: «Entre esos dos clásicos de Deep Purple no hay más que buena música, aunque algunas de las letras pueden dejar un poco que desear». En la conclusión de su crítica admitió que «sé que toda esa banalidad es parte de la diversión del rock 'n' roll. Y estoy seguro de que amaré locamente sus próximos cinco álbumes, siempre y cuando suenen exactamente como los tres últimos». El ensayista Robert Christgau declaró que «apruebo su velocidad y que Ritchie Blackmore ha conseguido algo de autodisciplina y algunos licks que suenan sospechosamente parecidos a los de sus colegas de Londres». Un redactor de la revista Billboard escribió que «este LP es un trabajo maravillosamente equilibrado, ni demasiado rockero ni demasiado artístico. La emoción y la intensidad abundan en cada ritmo que culmina en un pieza tan espléndida como “Lazy”». Por su parte, un crítico de Cashbox admitió que el título Machine Head «describe completamente el poder de la música que contiene. Las siete pistas están estructuradas para mostrar los talentos individuales de cada miembro, tanto como compositores como músicos».
Con el paso de los años, el disco siguió recibiendo críticas favorables y así Tom Graves, escritor del libro The All-Music Guide to Rock lo calificó «el disco de heavy metal defitinitivo de los 70, en el que cada canción bombardea como si fuera la Tercera Guerra Mundial. El momento culminante es “Smoke on the Water”, que tiene un riff obligatorio para cualquiera que tenga una guitarra». Gary Graff, autor de MusicHound Rock: The Essential Album Guide lo consideró «el momento definitivo de Deep Purple, un poderoso documento de una banda en su apogeo con poderosos temas como “Smoke on the Water”, “Space Truckin'” y “Highway Star”». Eduardo Rivadavia de Allmusic remarcó que «el cuarto álbum de Led Zeppelin, Paranoid de Black Sabbath y Machine Head han resistido la prueba del tiempo como la Santísima Trinidad del hard rock y el heavy metal inglés. Uno de los álbumes esenciales de hard rock de todos los tiempos». Sid Smith de BBC Music afirmó que «se convirtió en el punto de referencia con el que se juzgaría todo lo que le seguiría. Ian Gillan destaca en “Highway Star” y “Never Before”, este último, un sencillo excelente que cubre tanto el pop como el rock y algunos cambios de estilo funky. Blackmore domina el álbum presentando algunas de sus interpretaciones más sobrias y reflexivas en “When A Blind Man Cries” y por supuesto, “Smoke on the Water”».

### Reconocimientos
| Publicación  | Año  | Reconocimiento                                              | Puesto | Ref.   |
| ------------ | ---- | ----------------------------------------------------------- | ------ | ------ |
| Classic Rock | 2001 | Los 100 mejores álbumes de rock de todos los tiempos        | 18     | [ 52 ] |
| Classic Rock | 2019 | Los 50 mejores álbumes de rock de todos los tiempos         | 19     | [ 53 ] |
| The Guardian | 2007 | 1000 álbumes para escuchar antes de morir                   | -      | [ 54 ] |
| Kerrang!     | 1989 | Los 100 mejores álbumes de heavy metal de todos los tiempos | 35     | [ 55 ] |
| Metal Hammer | 2019 | Los 50 mejores álbumes de metal de los últimos 50 años      | -      | [ 56 ] |
| Mojo         | 2006 | Los mejores álbumes de la década de 1970                    | -      | [ 57 ] |
| Q            | 2001 | Los 50 álbumes más pesados de todos los tiempos             | -      | [ 58 ] |
| Spin         | 2019 | Los 40 mejores álbumes de metal de todos los tiempos        | 31     | [ 59 ] |

## Lista de canciones
Todas las canciones compuestas por Ritchie Blackmore, Ian Gillan, Roger Glover, Jon Lord e Ian Paice, excepto donde se indique lo contrario.
| Cara A |                    |          |  |
| N.º    | Título             | Duración |  |
| 1.     | «Highway Star»     | 6:05     |  |
| 2.     | «Maybe I'm a Leo»  | 4:51     |  |
| 3.     | «Pictures of Home» | 5:03     |  |
| 4.     | «Never Before»     | 3:56     |  |

| Cara B |                           |          |  |
| N.º    | Título                    | Duración |  |
| 1.     | «Smoke on the Water»      | 5:40     |  |
| 2.     | «Lazy»                    | 7:19     |  |
| 3.     | «Space Truckin'»          | 4:31     |  |
| 4.     | «When A Blind Man Cries'» | 3:29     |  |
| 37:46  |                           |          |  |

25th anniversary edition
| Disco 1: 1997 Remixes |                          |          |  |
| N.º                   | Título                   | Duración |  |
| 1.                    | «Highway Star»           | 6:29     |  |
| 2.                    | «Maybe I'm a Leo»        | 5:30     |  |
| 3.                    | «Pictures of Home»       | 5:24     |  |
| 4.                    | «Never Before»           | 4:01     |  |
| 5.                    | «Smoke on the Water»     | 6:16     |  |
| 6.                    | «Lazy»                   | 7:33     |  |
| 7.                    | «Space Truckin'»         | 4:54     |  |
| 8.                    | «When a Blind Man Cries» | 3:31     |  |

| Disco 2: Remastered |                                      |          |  |
| N.º                 | Título                               | Duración |  |
| 1.                  | «Highway Star»                       | 6:09     |  |
| 2.                  | «Maybe I'm a Leo»                    | 4:52     |  |
| 3.                  | «Pictures of Home»                   | 5:06     |  |
| 4.                  | «Never Before»                       | 4:00     |  |
| 5.                  | «Smoke on the Water»                 | 5:42     |  |
| 6.                  | «Lazy»                               | 7:23     |  |
| 7.                  | «Space Truckin'»                     | 4:34     |  |
| 8.                  | «When a Blind Man Cries»             | 3:32     |  |
| 9.                  | «Maybe I'm a Leo» (Quadrophonic mix) | 4:59     |  |
| 10.                 | «Lazy» (Quadrophonic mix)            | 6:55     |  |

40th anniversary edition
| Disco 1: Original Album 2012 Remaster |                          |          |  |
| N.º                                   | Título                   | Duración |  |
| 1.                                    | «Highway Star»           | 6:08     |  |
| 2.                                    | «Maybe I'm a Leo»        | 4:52     |  |
| 3.                                    | «Pictures of Home»       | 5:08     |  |
| 4.                                    | «Never Before»           | 4:00     |  |
| 5.                                    | «Smoke on the Water»     | 5:42     |  |
| 6.                                    | «Lazy»                   | 7:24     |  |
| 7.                                    | «Space Truckin'»         | 4:35     |  |
| 8.                                    | «When a Blind Man Cries» | 3:32     |  |

| Disco 2: Roger Glover's 1997 Remixes |                          |          |  |
| N.º                                  | Título                   | Duración |  |
| 1.                                   | «Highway Star»           | 6:39     |  |
| 2.                                   | «Maybe I'm a Leo»        | 5:25     |  |
| 3.                                   | «Pictures of Home»       | 5:21     |  |
| 4.                                   | «Never Before»           | 3:59     |  |
| 5.                                   | «Smoke on the Water»     | 6:18     |  |
| 6.                                   | «Lazy»                   | 7:33     |  |
| 7.                                   | «Space Truckin'»         | 4:52     |  |
| 8.                                   | «When a Blind Man Cries» | 3:33     |  |

| Disco 3: Original Album Quad Sq Stereo |                      |          |  |
| N.º                                    | Título               | Duración |  |
| 1.                                     | «Highway Star»       | 6:11     |  |
| 2.                                     | «Maybe I'm a Leo»    | 4:55     |  |
| 3.                                     | «Pictures of Home»   | 5:04     |  |
| 4.                                     | «Never Before»       | 3:59     |  |
| 5.                                     | «Smoke on the Water» | 5:39     |  |
| 6.                                     | «Lazy»               | 6:53     |  |
| 7.                                     | «Space Truckin'»     | 4:34     |  |
| 8.                                     | «Smoke on the Water» | 3:50     |  |
| 9.                                     | «Lazy»               | 2:30     |  |

| Disco 4: In Concert '72 |                                |                                  |          |  |
| N.º                     | Título                         | Escritor(es)                     | Duración |  |
| 1.                      | «Introduction»                 |                                  | 0:16     |  |
| 2.                      | «Highway Star»                 |                                  | 8:32     |  |
| 3.                      | «Strange Kind of Woman»        |                                  | 9:17     |  |
| 4.                      | «Maybe I'm a Leo»              |                                  | 6:17     |  |
| 5.                      | «Smoke on the Water»           |                                  | 7:09     |  |
| 6.                      | «Never Before»                 |                                  | 4:34     |  |
| 7.                      | «Lazy»                         |                                  | 10:22    |  |
| 8.                      | «Space Truckin'»               |                                  | 21:46    |  |
| 9.                      | «Lucille»                      | Albert Collins, Richard Penniman | 7:21     |  |
| 10.                     | «Maybe I'm a Leo» (Soundcheck) |                                  | 4:32     |  |

Fuente: Discogs.

## Créditos
| Deep Purple - Ritchie Blackmore – guitarra - Jon Lord – teclado, órgano Hammond - Ian Paice – batería y percusión - Ian Gillan – voz, armónica - Roger Glover – bajo | Producción - Deep Purple - producción, mezcla - Martin Birch - ingeniería, mezcla - Jeremy «Bear» Gee - asistencia de ingeniería - Nick Watterton - técnico - Shephard Sherbell - fotografía - Roger Glover y John Coletta - diseño de portada |

## Posición en las listas
| País           | Lista                    | Mejor posición | Ref.   |
| -------------- | ------------------------ | -------------- | ------ |
| Alemania       | German Albums Chart      | 1              | [ 29 ] |
| Argentina      | CAPIF                    | 8              | [ 63 ] |
| Australia      | Kent Report Albums chart | 1              | [ 32 ] |
| Austria        | Alben Top 75             | 4              | [ 35 ] |
| Bélgica        | Ultratop 200             | 2              | [ 33 ] |
| Canadá         | Canadian Albums Chart    | 1              | [ 31 ] |
| Dinamarca      | Album Top-40             | 1              | [ 33 ] |
| España         | Top 100 Álbumes          | 14             | [ 64 ] |
| Estados Unidos | Billboard 200            | 7              | [ 40 ] |
| Finlandia      | Suomen virallinen lista  | 20             | [ 65 ] |
| Francia        | Top 200 Albums           | 1              | [ 30 ] |
| Italia         | FIMI Album top 100       | 4              | [ 37 ] |
| Noruega        | Top 40 Album             | 3              | [ 34 ] |
| Países Bajos   | Album Top 100            | 2              | [ 36 ] |
| Reino Unido    | UK Albums Chart          | 1              | [ 27 ] |
| Suecia         | Sverigetopplistan        | 4              | [ 38 ] |

## Certificaciones
| País           | Certificación | Ventas  | Ref.   |
| -------------- | ------------- | ------- | ------ |
| Estados Unidos | Doble platino | 2 000   | [ 39 ] |
| Francia        | Oro           | 100 000 | [ 66 ] |
| Italia         | Oro           | 25 000  | [ 67 ] |
| Japón          | Oro           | 100 000 | [ 68 ] |
| Reino Unido    | Oro           | 100 000 | [ 28 ] |